# Edwina Currie

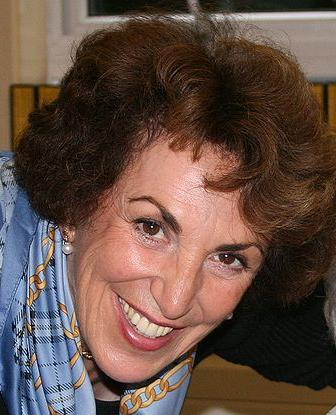
Edwina Currie in 2009

Edwina Currie (Liverpool, 13 oktober 1946) is een gewezen Brits politica en romanschrijfster. Ze was minister onder het kabinet van Thatcher en is tegenwoordig een notoire mediafiguur. Ze is vooral bekend om haar affaire met John Major, die pas in 2002 geopenbaard werd, en om een voedselschandaal uit de jaren tachtig.

## Politieke carrière
Currie is afkomstig uit een gelovig joods gezin in Liverpool, maar beschouwt zichzelf als enkel cultureel Joods; ze houdt zich naar eigen zeggen niet met „religieuze onzin“ bezig. Aan de Universiteit van Oxford studeerde ze politiek, filosofie en economie, en vervolgens specialiseerde ze zich in de economische geschiedenis aan de London School of Economics. Ze werd in 1975 gemeenteraadslid in Birmingham, waar ze het district Northfield vertegenwoordigde. Deze functie bekleedde ze tot 1986, toen ze minister van Gezondheid werd. Ze zetelde sinds 1983 als parlementslid voor South Derbyshire, voor de Conservative Party. Ze had als politica de reputatie er over alle mogelijke onderwerpen steeds controversiële meningen op na te houden.
In 1988 veroorzaakte Edwina Currie een nationale crisis, toen ze beweerde dat de meerderheid van de eieren in Groot-Brittannië met salmonella besmet waren. De verkoop van eieren stortte in elkaar, en de landbouwindustrie protesteerde luidkeels; hierop werd Currie tot aftreden gedwongen.
Premier John Major vroeg haar in 1992 minister van Binnenlandse Zaken te worden, maar zij sloeg dit aanbod af. Ze diende in 1994 een amendement in om de minimumleeftijd voor homoseksuele betrekkingen van eenentwintig tot zestien jaar te verlagen; het voorstel werd verworpen, hoewel de leeftijd tot achttien werd teruggebracht. Enkele jaren later werd het onderscheid tussen hetero- en homoseksuele betrekkingen weggewerkt.
Zij was in 1994 kandidaat voor de Europese verkiezingen, maar verloor van Labour-kandidaat Erin McNally. In 1997 verloor ze haar zetel in het Britse parlement.

## Culturele carrière
Edwina Currie was in 1991 het eerste conservatieve parlementslid dat als gast in het satirische programma Have I got news for you verscheen; later kwam ze opnieuw in het programma, in een episode over de memoires van Margaret Thatcher. Van 1998 tot 2003, na het einde van haar politieke carrière, presenteerde ze Late Night Currie, een laatavondprogramma op BBC Radio Five Live. Ze scheidde in 1997 van Ray Currie, met wie ze in 1972 gehuwd was, en hertrouwde in 2001 met John Jones.
In 2002 ging ze voor de Welshe zender HTV werken; ze verscheen verder in een reeks reality- en kookprogramma's. In 2004 won ze de editie van Mastermind voor bekende personen, met als thema ‘het leven van Marie Curie’. Begin 2019 won ze opnieuw een aflevering van Mastermind met het onderwerp ‘Lady Nancy Astor’.
Currie schreef zes romans, die vaak over politieke intriges gaan. In haar dagboeken van de jaren 1987 tot 1992, gepubliceerd in 2002, kwam aan het licht dat ze tussen 1984 en 1988 een affaire met John Major had gehad. Toen Major tot Chief Secretary of the Treasury bevorderd werd, werd de liefdesrelatie te gevaarlijk, al bleef ze, zoals ze zelf zei, nog jarenlang verliefd op hem. Enkele weken na de publicatie van haar dagboeken omschreef ze Major als „een der minder bekwame premiers”, die ze tevens van seksisme en racisme betichtte. Voordien had ze de affaire echter jarenlang ontkend.
Edwina Currie heeft twee kinderen met haar eerste echtgenoot en leeft van haar boeken en media-optredens.

## Werken
- 1989 Life Lines
- 1990 What Women Want
- 1992 Three Line Quips
- 1994 A Parliamentary Affair
- 1996 A Woman's Place
- 1997 She's Leaving Home
- 1999 The Ambassador
- 2000 Chasing Men
- 2001 This Honourable House
- 2002 Diaries 1987-1992

- International Standard Name Identifier: 0000 0001 0976 8882
- Library of Congress Control Number: no94040161
- MusicBrainz: 8f73813f-b626-410b-a814-f859465bac73
- Nationale Bibliotheek van Tsjechië: jn19990001574
- Nationale Bibliotheek van Israël: 987007260041305171
- Nederlandse Thesaurus van Auteursnamen: 115199896
- Système universitaire de documentation: 188640576
- Virtual International Authority File: 58658840
- WorldCat: E39PBJqw3FTWcrP7B4J4K48KVC